# Římskokatolická farnost Odry
Římskokatolická farnost Odry je farnost římskokatolické církve v děkanátu Bílovec ostravsko-opavské diecéze.
Farním kostelem je kostel svatého Bartoloměje v Odrách.

## Historie farnosti
Farnost v Odrách je zmiňována poprvé roku 1373; tehdy se připomíná jako svědek v listině olomoucké biskupské kanceláře oderský farář Jan, zřejmě šlechtického původu, neboť je v letech 1373 a 1381 jmenován i v zemských deskách jako majitelé dvora v Dubanech. Z roku 1374 je – jako nepřímý doklad existence kostela – i nejstarší oderský zvon, druhý nejstarší na Moravě. Další zvon je z roku 1499, další zpráva o faráři je pak až z roku 1509, kdy jím byl Vojtěch Četka z Bílovce. Ten roku 1512 odstoupil a novým „rektorem a farářem“ byl na přímluvu oderské vrchnosti bratrů Jaroslava a Petra z Lideřova 5. června 1512 jmenován olomoucký kněz Jakub z Jičína.
S podporou vrchnosti se na oderském panství brzy rozšířilo luteránství a roku 1553 je zmiňován první jmenovitě známý evangelický pastor v Odrách jménem Bonaventura již jako „starý farář“. Do třicetileté války zde pak působilo třináct pastorů, často vzdělaných duchovních, kteří udržovali široké styky s kazateli a evangelickými šlechtici v okolí. V duchovní správě jim pomáhala pomocní duchovní (kaplani, jáhni). V roce 1628 byl poslední oderský pastor Daniel Philomates vyhnán a dožil ve slovenské Modré. Ještě roku 1635 zde byli po ústupu protestantských vojsk císařskými lapeni dva protestantští kazatelé.
První katolický farář byl Johann Friedrich Hlasnig, působící v Odrách od roku 1629. Pro nedostatek věřících byly z Oder zprvu spravovány, vedle rozsáhlé farnosti oderské, i farnosti Mankovice a Vražné (do 1638), Suchdol nad Odrou (do 1631) a Spálov (1631–1634). Pod vedením nové katolické vrchnosti Oppersdorfů bylo oderské panství postupně rekatolizováno. Ve 40. letech 17. století vznikla tradice cechovního procesí o Božím Těle; od roku 1635 zde rovněž byla obnovena katolická škola.
Protože obvod oderské farnosti byl velký, museli v duchovní službě vykonávat kapucíni z Fulneka, což však snižovalo farní příjmy. Roku 1697 proto majitel panství baron Hoffmann nadal místo stálého městského kaplana a od roku 1723 zde působil navíc kooperátor placený obcemi Heřmanice, Véska a Kamenka. 23. února 1709 se stal v oderském kostele údajně zázrak, při kterém kopie obrazu Panny Marie Čenstochovské potila krev. V letech 1718–1719 byl převážně z odkazu měšťanky Marie Brumovské postaven u Oder hřbitovní kostelík s oltářem Ježíše, Marie a Josefa. V roce 1731 byl do Oder přeložen nedávno zřízený potštátský děkanát.
Z josefinských církevních reforem se Oder nedotklo rušení klášterů, zato s tím spojený vznik náboženské matice a nových duchovních správ. V rámci velké oderské farnosti bylo původně plánováno zřídit nové farnosti ve Vésce, Vlkovicích a Heřmánkách, nakonec se roku 1784 uskutečnil jen první záměr. Mezi další důsledky josefinských reforem bylo zrušení Božítělové kaple (1783) a rozšíření stávajícího hřbitova mimo město po zákazu pohřbívání mrtvých uvnitř hradeb a v kryptě kostela.

## Řeholnice v nemocnici a ve škole
Roku 1855 byla v Odrách otevřena nemocnice z nadace Charlotty lantkraběnky Fürstenbergové, při níž působily sestry III. řádu svatého Františka povolané z mateřince v Münsteru. V nemocnici byla roku 1860 zřízena kaple.
V roce 1861 byla z iniciativy lantkraběnky Fürstenbergové vybudována i dívčí škola s kaplí Stigmatizace svatého Františka z Assisi, v níž řeholní sestry zajišťovaly výuku. Působila zde až do 1. března 1939, po druhé světové válce byla obnovena, ale 17. května 1951 opět zrušena a sestry byly nuceny odejít. Po roce 1989 získaly budovu zpátky a od 1. září 1991 škola opět působí pod názvem Střední pedagogická škola a Střední zdravotnická škola svaté Anežky České; jedná se o církevní školu a jejím zřizovatelem je biskupství ostravsko-opavské.

## Patronát farnosti
Patronát farnosti patřilo od počátku do roku 1629 vrchnosti, tj. majiteli panství Odry, od třicetileté války ale vykonával prezentační a kolační právo olomoucký (arci)biskup. Když byly koncem 80. let 18. století nutné opravy kostela, nechtěl se na nich biskup jako patron podílet a rovněž vrchnost nákladný patronát nad oderskou farností odmítla, od roku 1789 ho tedy převzala náboženská matice.

## Počet věřících
V roce 1836 bylo ve farnosti 5500 římských katolíků, 16 evangelíků a čtyři židé; duchovní správu obstarávali tři kněží (farář, kaplan a kooperátor). Roku 1859 to bylo 6053 katolíků, 16 evangelíků a pět židů. V roce 1930 žilo ve farnosti 5410 obyvatel, z čehož 5076 (94 %) se přihlásilo k římskokatolickému vyznání.

## Území a církevněsprávní příslušnost farnosti
Obvod farnosti Odry od středověku zahrnoval řadu vesnic v okolí města. Některé z nich byly postupně odloučeny: v roce 1784 vytvořily Heřmanice u Oder, Heřmánky, Kamenka, Slezské Vlkovice a Véska novou farnost Véska, roku 1809 získalo vlastní farnost Veselí a roku 1867 Dobešov. V současnosti (2013) farnost tvoří:
- město Odry s osadami Nové Sady, Dvořisko a Nový Svět
- vesnice Jakubčovice nad Odrou,
- vesnice Loučky s osadou Nová Ves (Kolonka),
- vesnice Tošovice,
- osada Vítovka.

Farnost Odry patřila kolem roku 1632 k děkanátu Krnov, kolem roku 1652 k děkanátu Opava a nejpozději roku 1670 pak k děkanátu Lipník nad Bečvou. V roce 1725 byl zřízen nový děkanát se sídlem v Potštátě a Odry k němu patřily, již roku 1731 však bylo sídlo děkanátu přesunuto do Oder (děkanát Odry). Děkanát v Odrách trval až do reorganizace církevní správy roku 1962, jež navazovala na reformu státní správy z roku 1960. Od 1. ledna 1963 patří farnost Odry k děkanátu Bílovec. Do roku 1996 byla součástí arcidiecéze olomoucké, od uvedeného roku pak nově vytvořené diecéze ostravsko-opavské.

## Kostely, kaple, bohoslužební místa
Farním kostelem je kostel svatého Bartoloměje, v jádře pozdně gotická trojlodní bazilika upravovaná barokně koncem 17. a koncem 18. století. Vedle toho se v samotném městě Odry slouží mše pravidelně v Domově pro seniory a v městské nemocnici, příležitostně (jednou ročně) pak v kapli svatého Josefa a v kapli Panny Marie u skalních sklepů. Na hřbitově je barokní kaple svaté Rodiny (kaple Ježíše, Marie a Josefa) z roku 1719.
Pokud jde o přifařené vsi, konají se bohoslužby pravidelně jen ve filiálním kostele svatého Martina v Tošovicích. Jde o novogotickou stavbu z let 1912–1916, nahrazující původní dřevěný kostel z 15. století, zaniklý roku 1910.
Dvakrát do roka se bohoslužby konají:
- v kapli Panny Marie Karmelské (Schorschova kaple) v Jakubčovicích nad Odrou, historizující stavbě z roku 1845,[30]
- v kapli Panny Marie Růžencové v Loučkách u Oder, novogotické stavbě z roku 1901,[31] a
- v kapli Andělů strážných ve Vítovce.[32]

Současným oderským farářem je od roku 2010 Petr Kuník. Farnost vydává farní časopis Zvon. Při farním kostele působí sbor Chorus Collegium Odry.
Z farnosti Odry byly již za nedostatku katolických kněží za třicetileté války spravovány některé okolí farnosti (Suchdol nad Odrou, Spálov, Mankovice, Vražné). Podobě od druhé světové války jsou okolní venkovské farnosti často spravovány excurrendo oderskými kněžími. V současnosti (2013) jsou takto z Oder spravovány farnosti Dobešov, Mankovice, Pohoř, Veselí u Oder, a částečně též Klokočov, totiž ve vztahu k vesnici Klokočůvek (samotný Klokočov je spravován z farnosti Vítkov. Ve farních kostelech spravovaných farností, jakož i v kapli svatého Antonína Paduánského v Klokočůvku, se konají pravidelné týdenní bohoslužby.

## Bohoslužby
| Kostel                              | Místo                 | Bohoslužba (den)                                 | Hodina                                                         | Poznámka        |
| ----------------------------------- | --------------------- | ------------------------------------------------ | -------------------------------------------------------------- | --------------- |
| kostel svatého Bartoloměje          | Odry                  | pondělí úterý středa čtvrtek pátek sobota neděle | 18.00 (v zimě 17.00) 7.00 8.00 18.00 (v zimě 17.00) 17.00 8.00 | farní kostel    |
| kostel svatého Martina              | Tošovice              | sobota (co 14 dní) neděle (co 14 dní)            | 17.00 (v zimě 16.00) 9.30                                      | filiální kostel |
| Domov pro seniory                   | Odry                  | pondělí (co 14 dní)                              | 15.30                                                          |                 |
| Městská nemocnice                   | Odry                  | středa                                           | 15.30                                                          |                 |
| kaple Panny Marie Růžencové         | Loučky                | příležitostně                                    |                                                                | kaple           |
| kaple Panny Marie Karmelské         | Jakubčovice nad Odrou | příležitostně                                    |                                                                | kaple           |
| kaple Andělů strážných              | Vítovka               | příležitostně                                    |                                                                | kaple           |
| kaple svatého Josefa                | Odry                  | příležitostně                                    |                                                                | kaple           |
| kaple Panny Marie u skalních sklepů | Odry                  | příležitostně                                    |                                                                | kaple           |

## Faráři v Odrách
Duchovní správci oderské farnosti:
- 1373, 1381 Jan
- před 1509–1512 Vojtěch Četka z Bílovce (Adalbert Czetka von Wockstadt)
- 1512–? Jakub z Jičína
- 1553 Bonaventura (protestant)
- ?–? Jakub z Litovle (protestant)
- před 1583–1586 Peter Richter (protestant, zemřel na mor)
- 1588 Kaspar (protestant)
- 1590 Paul Kleppel (Klippelius, protestant)
- 1590–1592 Peter Biltzer (protestant)
- Daniel Mendrica (protestant)
- Daniel Burck (protestant)
- Michael Bernard (protestant)
- 1610–1611 Johann Oswald (protestant)
- 1613–1616 Mathäus Salzer (protestant)
- 1616–1622 Georg Blum (protestant)
- 1622–1628 Daniel jun. Philomates (protestant)
- 1629–1634 Johann Friedrich Hlasnig
- 1634–1637 Wenzel Bernhard Stecker
- 1640–1648 Karl Ignaz Albert, Cand. theol.
- 1648–1692 Thomas Hieronymus Leicher
- 1692–1723 Heinrich Alois Procop (doktor filologie, bakalář teologické fakulty, veřejný notář a čestný protonotář Svatého stolce)
- 1723–1731 Johann Valentin Brauner
- 1731–1732 Franz Steinböck, administrátor
- 1732–1732 Karl Friedrich hrabě von Seeau, vratislavský kanovník a děkan
- 1732–1741 Valentin Schlosser, knížebiskupský rada, ceremoniář a asesor konzistoře, děkan
- 1741–1746 Ferdinand svobodný pán von Longueval, olomoucký kanovník, děkan
- 1746–1749 Johann Michael Neumann, J.U.Dr., děkan
- 1749–1769 Franz Walterm děkan
- 1769–1771 Johann Hilscher
- 1771–1809 August Anton rytíř von Beer, děkan
- 1809–1810 Franz Ludwig, administrátor
- 1810–1834 Anton Beinhauer, knížebiskupský rada a asesor konzistoře, děkan a od roku 1820 příborský arcikněz
- (1832) 1834–1835 Josef Hilscher, administrátor
- 1835–1855 Franz Ludwig, od 1845 děkan a 1848 příborský arcikněz
- 1855–1856 Rudolf Beck, administrátor
- 1856–1868 Josef Hilscher
- 1868–1869 Karl Lawitschka, administrátor
- 1869–1878 Rudolf Beck, od 1870 děkan
- 1878–1879 Alois Pohlner, administrátor
- 1879– Johann Bardutzky, od 1901 děkan

…
- od 2010 Petr Kuník

## Primice
Ve farnosti slavili primice tito novokněží:
- Dne 4. července 1987 Petr Eliáš